# 1901 aux Territoires du Nord-Ouest
Chronologie des Territoires du Nord-Ouest
- 1897
- 1898
- 1899
- 1900
- 1901
- 1902
- 1903
- 1904
- 1905

Cette page concerne des événements survenus en 1901 dans le territoire canadien des Territoires du Nord-Ouest.

## Politique
- Premier ministre : Frederick W. A. G. Haultain
- Commissaire :
- Législature :

## Événements
- La population du territoire est de 20 129 habitants[réf. souhaitée].